# Coupe du Kazakhstan féminine de football
La coupe du Kazakhstan féminine de football est une compétition de football féminin opposant les clubs du Kazakhstan.

## Histoire
Contrairement à la majorité des coupes, cette compétition créée en 2009 est un tournoi toutes rondes se déroulant sur quelques jours à l'issue de la saison de championnat. À partir de 2012, la Coupe prend un format à élimination directe classique.

## Palmarès
| Format de poule              | Format de poule     | Format de poule     | Format de poule     |
| Saison                       | Vainqueur           | Vainqueur           | Vainqueur           |
| ---------------------------- | ------------------- | ------------------- | ------------------- |
| 2009                         | Sdjusshor N°2       | Sdjusshor N°2       | Sdjusshor N°2       |
| 2010                         | BIIK Kazygurt       | BIIK Kazygurt       | BIIK Kazygurt       |
| 2011                         | BIIK Kazygurt       | BIIK Kazygurt       | BIIK Kazygurt       |
| Format à élimination directe |                     |                     |                     |
| Saison                       | Vainqueur           | Score               | Finaliste           |
| 2012                         | BIIK Kazygurt       | 3-1                 | CSHVSM              |
| 2013                         | BIIK Kazygurt       | 6-0                 | Kokshe              |
| 2014                         | BIIK Kazygurt       | 6-0                 | Kokshe              |
| 2015                         | BIIK Kazygurt       | 6-1                 | Kokshe              |
| 2016                         | BIIK Kazygurt       | 4-1                 | Astana              |
| 2017                         | BIIK Kazygurt       | 6-0                 | ZFK CSHVSM Kairat   |
| 2018                         | BIIK Kazygurt       | 1-0                 | Okjetpes Kökşetaw   |
| 2019                         | BIIK Kazygurt       | 7-0                 | Sdjusshor N°8       |
| 2020                         | Compétition annulée | Compétition annulée | Compétition annulée |
| 2021                         | BIIK Kazygurt       | 3-0                 | Okjetpes Kökşetaw   |
| 2022                         | BIIK Kazygurt       | 4-0                 | Tomiris-Turan       |
| 2023                         | BIIK Kazygurt       | 3-0                 | Okjetpes Kökşetaw   |
| 2024                         | BIIK Kazygurt       |                     |                     |